# 484 a.C.

## Eventos
- 74a olimpíada: Astíalo de Crotona, vencedor do estádio. Ele havia vencido na olimpíada anterior, e venceria novamente na olimpíada seguinte.[1]
- Lúcio Emílio Mamerco e Cesão Fábio Vibulano, cônsules romanos.[2][3]